# Patrulater circumscriptibil

Un patrulater circumscriptibil cu cercul său înscris

În geometria euclidiană, un patrulater circumscriptibil este un patrulater convex ale cărui laturi sunt toate tangente la un singur cerc. Acest cerc este cercul înscris în patrulater (cercul înscris al patrulaterului). Patrulaterele circumscriptibile sunt un caz particular al poligoanelor circumscriptibile.
Se mai întâlnește și denumirea de patrulater circumscris unui cerc, însă datorită riscului de a fi confundat cu patrulaterul circumscris de un cerc această denumire ar trebui evitată.
Unii autori consideră că noțiunile „patrulater circumscriptibil” și „patrulater circumscris unui cerc” sunt diferite, oferind definiții diferite pentru ele. Însă acele definiții sunt de fapt proprietăți ale aceleiași figuri geometrice.
Toate triunghiurile au un cerc înscris, dar nu toate patrulaterele au unul. Un exemplu de patrulater care nu este circumscriptibil este dreptunghiul (care nu este pătrat).

## Cazuri particulare
Exemple de patrulatere circumscriptibile sunt pătratele, romburile și romboizii. Aceștia din urmă sunt patrulatere circumscriptibile care au și diagonalele ortogonale. Romboidul dreptunghic este inscriptibil. Un patrulater care este atât circumscriptibil, cât și inscriptibil este un patrulater bicentric, iar dacă este atât circumscriptibil, cât și trapez se vorbește despre un trapez circumscriptibil.

## Caracteristici
Într-un patrulater circumscriptibil cele patru bisectoare (interioare) se întâlnesc în centrul cercului înscris. Invers, un patrulater convex în care cele patru bisectoare se întâlnesc într-un punct este circumscriptibil, iar punctul de intersecție este centrul cercului înscris.
Conform teoremei lui Pitot, sumele lungimilor celor două perechi de laturi opuse dintr-un patrulater circumscriptibil sunt egale cu semiperimetrul s al patrulaterului:
{\displaystyle a+c=b+d={\frac {a+b+c+d}{2}}=s.}
Invers, un patrulater în care a + c = b + d este circumscriptibil.:p.65,
Dacă laturile opuse dintr-un patrulater convex ABCD (care nu este un trapez) se intersectează în E și F, atunci acesta este circumscriptibil dacă și numai dacă
{\displaystyle \displaystyle BE+BF=DE+DF}
sau
{\displaystyle \displaystyle AE-EC=AF-FC.}
A doua dintre acestea este aproape aceeași cu una dintre egalitățile din Teorema Urquhart. Singurele diferențe sunt semnele din ambele părți: în teorema lui Urquhart există sume în loc de diferențe.
Altă condiție necesară și suficientă ca un patrulater convex ABCD să fie circumscriptibil este ca cercurile înscrise în cele două triunghiuri ABC și ADC să fie tangente unul la celălalt. :p.66
O proprietate privind unghiurile formate din diagonala BD și cele patru laturi ale unui patrulater ABCD i se datorează lui Iosifescu. El a demonstrat în 1954 că un patrulater convex are un cerc înscris dacă și numai dacă
{\displaystyle \tan {\frac {\angle ABD}{2}}\cdot \tan {\frac {\angle BDC}{2}}=\tan {\frac {\angle ADB}{2}}\cdot \tan {\frac {\angle DBC}{2}}.}
Mai mult, un patrulater convex cu laturile (în ordine) a, b, c, d este circumscriptibil dacă și numai dacă
{\displaystyle R_{a}R_{c}=R_{b}R_{d}}
unde Ra, Rb, Rc, Rd sunt razele cercurilor tangente extern la laturile a, b, c respectiv d și prelungirile celor două laturi adiacente fiecărei laturi.:p.72

## Formule
Literatura de specialitate conține formule pentru calculul ariei și a razei cercului înscris
 în funcție de lungimile laturilor, ale unghiurilor și diagonalelor în funcție de lungimea segmentelor dintre vârfuri și punctele de tangență etc.